# الحديث عند الشيعة
يعرف الحديث عند الشيعة بأنه: كلام يحكي قول المعصوم أو فعله أو تقريره.
| إن الشيعة الإمامية يعتقدون أن الحديث مصدر من مصادر العقيدة الإسلامية، وأصل من أصول الشريعة المُحمَّدية، وأن إِهماله إهمال للدين ومبادئه ، لذا كانوا وما زالوا يَجِدُّون ويجتهدون في نقد الحديث وتَمحِيصِهِ والاحتفاظ به، وبكل ما يَمُتُّ إلى الإسلام بسبب قريب أو بعيد |
| —الشيعة وأهتمامهم بعلم الحديث، مركز آل البيت العالمي للمعلومات |

ألف الإمامية كتباً لجمع الحديث، وكتباً لرواة الحديث، وكتباً لنقد الحديث، ويحوي النوع الأول المعتقدات والأنباء، والأوامر والنواهي، وأنواع المعاملات تتصل بالتسلسل إلى المعصوم (الرسول أو الإمام)، والنوع الثاني يشتمل على أسماء الرواة، فيذكر كل راوٍ باسمه وصفاته، ويسمى هذا علم الرجال، وفي النوع الثالث يذكر فيه النظم العامة والقواعد الكلية لمعرفة الأحاديث الصحيحة من غيرها، ويسمى علم الدراية، والغرض من هذه الأنواع الثلاثة واحد، وهو إِثبات السنة النبوية بالطريق الصحيح.
لدى المسلمين الشيعة ثمانية كتب أحاديث رئيسية وهم ينقلون الحديث غالباً عن أهل البيت عن الرسول محمد بن عبد الله، كما يعد الحديث المصدر الثاني للتشريع بعد القرآن الكريم.
حسب الاعتقاد الشيعي، أهل البيت هم فقط علي بن أبي طالب وزوجته فاطمة بنت محمد وأحد عشر إماماً من أبنائهم، وأن الله اجتباهم، وأنهم وهم وحدهم يعلمون كل الحديث ناسخه ومنسوخه، وأما الصحابة فلا يعلمون إلا قليلًا، إضافة إلى أن الشيعة لا يعتقدون بعدالة جميع الصحابة، ولا يقبلون روايات كثير من الصحابة بل ولا يقبلون روايات من بعض زوجات النبي ﷺ، إذ يتهمونهم بالفسق، كالوليد بن عقبة الذي نزلت فيه الآية ﴿يَا أَيُّهَا الَّذِينَ آمَنُوا إِنْ جَاءَكُمْ فَاسِقٌ بِنَبَإٍ فَتَبَيَّنُوا أَنْ تُصِيبُوا قَوْمًا بِجَهَالَةٍ فَتُصْبِحُوا عَلَى مَا فَعَلْتُمْ نَادِمِينَ ۝٦﴾ [الحجرات:6]، أو يتهمونهم بأن لهم مواقف عدائية تجاه أهل البيت مثل عمرو بن العاص الذي شارك في في معركة صفين ضد علي بن أبي طالب الخليفة في ذلك الوقت وعائشة بنت أبي بكر زوجة الرسول التي شاركت في معركة الجمل وغيرهم من الصحابة.
وهذا لا يمنع من أخذ الحديث من أمثال أبوذر الغفاري وسلمان الفارسي وعمار بن ياسر وغيرهم ممن يصفهم الشيعة بالأصحاب العدول الذين أقروا للإمام علي بالولاية والخلافة.

## رواية الصحابة
لا يأخذ الشيعة برواية كل الصحابة، لأن لهم رؤيتهم في الصحبة تختلف عن رؤية السنة، فالشيعة يرون أن فكرة عدالة جميع الصحابة هي فكرة خاطئة، لذا فهم لا يعتقدون بعدالتهم، فهم قد حارب بعضهم بعضاً ويزعمون أنهم فسق بعضهم بعضاً وكفر بعضهم بعضاً.

### الصحابة الذين تقبل روايتهم
عمار بن ياسر وسلمان الفارسي وأبو ذر الغفاري والمقداد بن الأسود وعبد الله ومحمد وعبد الرحمن بن بديل وقيس بن سعد بن عبادة وعمر بن أبي سلمة وعبد الله بن عباس والعباس وعقبة بن النعمان الأنصاري جابر بن عبد الله الأنصاري وثعلبة بن عمد وأبو عمرة الأنصاري وأبو أيوب الأنصاري وبلال بن رباح والبراء بن عازب وحذيفة بن اليمان و إبراهيم أبو رافع وسهل وعثمان ابنا حنيف الانصاري وحكيم بن جبلة العبدي ومن النساء أم سلمة وماريا القبطية وخديجة بنت خويلد وفاطمة بنت محمد وغيرهم..

### الصحابة الذين ترفض رواياتهم
أبو بكر الصديق وعمر بن الخطاب وعثمان بن عفان وسعد بن أبي وقاص وعبد الرحمن بن عوف وسعد بن أبي وقاص وطلحة بن عبيد الله (وجميعهم من العشرة المبشرون بالجنة) ومعاوية بن أبي سفيان وعبد الله بن عمر بن الخطاب وأبو هريرة وعمرو بن العاص وعبد الله بن عمرو بن العاص والمغيرة بن شعبة وخالد بن الوليد وأنس بن مالك والأشعث بن قيس ومن النساء زوجته عائشة بنت أبي بكر وحفصة بنت عمر وغيرهما ..

## أقسام الحديث
تنقسم الأحاديث عند الشيعة لقسمين: متواتر وآحاد

### الحديث المتواتر
ما ينقله جماعة بلغوا من الكثرة حَداً يمتنع اتفاقهم وتواطؤهم على الكذب، وهذا النوع من الحديث حجة يجب العمل به كحديث الغدير وحديث الثقلين وما شاكل.

### الحديث الآحاد
أما حديث الآحاد فهو ما لا ينتهي إلى حَدِّ التواتر، سواء أكان الراوي واحداً أم أكثر، وينقسم حديث الآحاد إلى أربعة أقسام :
- أولاً : الحديث الصحيح، وقد عرفه زين الدين بن علي الجبعي العاملي في البداية بأنه ما أتصل سنده إلى المعصوم بنقل العدل الإمامي عن مثله في جميع الطبقات.[10]
- ثانياً : الحديث الحسن، وهو ما أتصل سنده إلى المعصوم بإمامي (شيعي) ممدوح مدحاً مقبولاً معتداً به غير معارض بذم من غير نص على عدالته مع تحقق ذلك في جميع مراتب رواة طريقه أو في بعضها بأنه كان فيهم واحد إمامي ممدوح غير موثق مع كون الباقي من الطريق من رجال الصحيح فيوصف الطريق بالحسن لأجل ذلك الواحد.[11]
- ثالثاً : الحديث الموثق، وهو ما اتصل سنده إلى المعصوم بمن نص الأصحاب على توثيقه مع فساد عقيدته (ليس شيعيا) بأن كان من أحد الفرق المخالفة للإمامة وأن كان من الشيعة مع تحقق ذلك في جميع رواة طريقه أو بعضهم مع كون الباقين من رجل الصحيح.[12]
- رابعاً : الحديث الضعيف، وهو ما لا يجتمع فيه شروط أحد الثلاثة المتقدمة، بأن يشتمل طريقه على مجروح بالفسق ونحوه، أو مجهول الحال، أو ما دون ذلك كالوضاع.

### العمل بالحديث
قد أوجب علماء الشيعة العمل بالحديث الصحيح والحسن والموثق لقوة السند، والاعراض عن الضعيف لضعف السند، ولكنهم قالوا : إن الضعيف يصبح قوياً إذا اشتهر العمل به بين الفقهاء القدامى، لأن أخذهم بالضعيف مع علمنا بورعهم وحرصهم على الدين وقربهم من الصدر الأول يكشف عن وجود قرينة في الواقع اطلع أولئك الفقهاء عليها، وخفيت علينا نحن، ومن شأن هذه القرينة أن تجبر هذا الحديث. وتدل على صدقه في نفسه مع قطع النظر عن الراوي، كما أن القوي يصبح ضعيفاً إذا أهمله الفقهاء القدامى، فإن عدم عملهم به مع أنه منهم على مرأى ومسمع يكشف عن وجود قرينة تستدعي الاعراض عن هذا الحديث بالخصوص، وإن كان الراوي له صادقاً.

ومن علامات الحديث المزور أن يكون مخالفاً لنص القرآن الكريم، أو لما ثبت في السنة النبوية، أو للعقل، أو ركيكاً غير فصيح، أو يكون إِخباراً عن أمر هام تتوافر الدواعي لنقله، ومع ذلك لم ينقله إلا واحد، أو يكون الراوي مناصراً للحاكم الجائر.

## كتب الحديث
تأتي الكتب الأربعة في المرتبة الأولى لدى الشيعة ، وهي :
| الكتاب             | المؤلف                                                       | سنة وفاة المؤلف | عدد الأحاديث | ملاحظات |
| ------------------ | ------------------------------------------------------------ | --------------- | ------------ | --- |
| الكافي             | محمد بن يعقوب بن إسحاق الكليني                               | 329 هـ          | 16199        | يعتبر هذا الكتب هو أم مصدر للحديث عند الشيعة الإمامية وقد طُبع عدة مرات. وقد أُلفت عدة شروح لهذا الكتاب لعل أهمها هو كتاب "مرآة العقول في شرح أخبار ال الرسول" للمجلسي. |
| من لا يحضره الفقيه | محمد بن علي بن الحسين بن بابويه القمي المعروف بالشيخ الصدوق. | 381 هـ          | 5998         | قام بشرح هذا الكتاب محمد تقي المجلسي في كتابه القيم "روضة المتقين في شرح من لا يحضره الفقيه".                                                                         |
| التهذيب            | محمد بن الحسن الطوسي.                                        | 460 هـ          | 13095        | إسمه "تهذيب الأحكام في شرح المقنعة للشيخ المفيد" وقام بشرح هذا الكتاب المجلسي أيضاً في كتابه ملاذ الأخيار في فهم تهذيب الأخبار.                                        |
| الاستبصار          | محمد بن الحسن الطوسي.                                        | 460 هـ          | 5511         | اسمه الكامل "الاستبصار فيما اختلف فيه من الأخبار". |

وتأتي الكتب الأربعة الثانية في المرتبة الثانية لدى الشيعة ، وهي:
| الكتاب         | المؤلف                     | سنة وفاة المؤلف | عدد الأحاديث | ملاحظات |
| -------------- | -------------------------- | --------------- | ------------ | --- |
| وسائل الشيعة   | محمد بن الحسن الحر العاملي | 1104 هـ         | 35868        | أسمه الكامل " تفصيل وسائل الشيعة إلى تحصيل مسائل الشريعة " ولعل أهم الشروح لهذا الكتاب هو " الاشارات و الدلالات إلي ما تقدم أو تأخر في الوسائل " |
| بحار الأنوار   | محمد باقر المجلسي.         | 1111 هـ         | 70 ألف       | أسمه الكامل " بحار الأنوار الجامع لأخبار الأئمة الأطهار"                                                                                         |
| مستدرك الوسائل | حسين النوري الطبرسي.       | 1320 هـ         | 23158        | أسمه الكامل " مستدرك الوسائل ومستنبط المسائل "                                                                                                   |
| الوافي         | الفيض الكاشاني             | 1091هـ          | 25703        | -- |

أيضا هناك كتب أخرى مهمة ، منها :
| الكتاب                  | المؤلف                                    | عدد الأحاديث            | سنة وفاة المؤلف                   | ملاحظات |
| ----------------------- | ----------------------------------------- | ----------------------- | --------------------------------- | --- |
| كتاب سليم بن قيس        | سليم بن قيس الهلالي                       | 90                      | 76 هـ                             | كتاب يتحدَّث عن الحوادث التي وقعت عقيب وفاة النبي محمد. |
| قرب الإسناد             | أبو العباس عبد الله بن جعفر الحِميَري القمي | 1387 رواية              | القرن الثالث                      | فيه روايات قريبة الإسناد إلى الإئمة ومن ثم إلى النبي وكاتبه من أعلام الغيبة الصغرى. |
| المحاسن                 | أحمد بن محمد بن خالد البرقي               | 11 باب                  | 280 هـ                            | يعد من أهم المصادر المهمة لكتاب الكافي- تأليف محمد بن يعقوب الكليني-حيث روى عن المحاسن روايات عديدة. |
| بصائر الدرجات           | محمد بن الحسن الصفار القمي                | 1881                    | 290 هـ                            | الأحاديث الموجودة فيه تدور حول محور الإمامة ومعرفة الإمام وفضائل الأئمة. |
| كامل الزيارات           | ابن قولويه القمي                          | 843                     | 368 هـ                            | يتحدّث الكتاب عن فضل وكيفية زيارة النبي صلى الله عليه وسلم و أهل بيته وأولاد الأئمة والمؤمنين. |
| الخصال                  | الشيخ الصدوق                              | 1255                    | 381 هـ                            | -- |
| علل الشرائع             | الشيخ الصدوق                              | 1907                    | 381 هـ                            | -- |
| عيون أخبار الرضا        | الشيخ الصدوق                              | 67 باب                  | 381 هـ                            | -- |
| أمالي الصدوق            | الشيخ الصدوق                              | 97 مجلسا                | 381 هـ                            | هذا الكتاب هو عبارة عن ما أملاه الشيخ في عدة جلسات، وكانت تنعقد يومي السبت والجمعة في كل أسبوع، من 18 رجب سنة 367 هـ للهجرة إلى 11 شعبان سنة 368 هـ للهجرة في مدينة مشهد المقدسة وقد كتب هذه الجلسات تلامذة الشيخ. |
| كمال الدين وتمام النعمة | الشيخ الصدوق                              | 621                     | 381 هـ                            | يتمحور هذا الكتاب حول غيبة المهدي وعلامات ظهوره وسائر المباحث المتعلقة به. |
| معاني الأخبار           | الشيخ الصدوق                              | 809                     | 381 هـ                            | -- |
| تحف العقول عن آل الرسول | ابن شعبة البحراني                         | --                      | غير محدد بالضبط قيل من 381-400 هـ | جمع فيه من الحكم والمواعظ عن الأنبياء وآل الرسول. |
| نهج البلاغة             | الشريف الرضي                              | 806 من اقوال الأمام علي | 406 هـ                            | كتاب جمع فيه المختار من كلام علي بن أبي طالب في الخطب والمواعظ والحِكَم وغيرها. |
| أمالي المفيد            | الشيخ المفيد                              | 387                     | 413 هـ                            | -- |
| الاختصاص                | الشيخ المفيد                              | --                      | 413 هـ                            | -- |
| امالي المرتضى           | الشريف المرتضى                            | 80 مجلسا                | 436 هـ                            | -- |
| الجعفریات               | إسماعيل بن موسى بن جعفر                   | 1000                    | مجهول                             | -- |

## كتب الرجال
- كتاب الرجال - لأحمد بن علي بن أحمد بن العباس النجاشي الأسدي الكوفي المتوفى سنة (450هـ), ويعتبر هذا الكتاب هو أهم الكتب الرجالية عند المتقدمين من الطائفة.
- كتاب اختيار معرفة الرجال المعروف برجال الكشي - لمحمد بن عمر الكشي المتوفي سنة (350هـ).

- كتاب الفهرست - لأبو جعفر محمد بن الحسن الطوسي الملقب بشيخ الطائفة المتوفى سنة (460هـ).
- كتاب الرجال - لأبو جعفر محمد بن الحسن الطوسي الملقب بشيخ الطائفة المتوفى سنة (460هـ).
- كتاب معالم العلماء -محمد بن علي بن شهر اشوب المازندراني المتوفى سنة (588هـ).
- كتاب خلاصة الأقوال في أحوال الرجال -الحسن بن يوسف بن المطهر الحلي (726هـ).
- كتاب رجال بن داود - لتقي الدين الحسن بن علي بن داود الحلي (740هـ).
- كتاب نقد الرجال - مصطفى بن الحسين الحسيني التفرشي المتوفى سنة (1044هـ).
- كتاب منتهى المقال في أحوال الرجال - أبو علي الحائري المازندراني المتوفى سنة (1216هـ) ويقع في سبعة أجزاء ضخمة.
- كتاب تنقيح المقال - الشيخ عبد الله المامقاني المتوفى سنة (1351هـ).
- كتاب معجم رجال الحديث - أبو القاسم الخوئي المتوفى سنة (1413هـ), ويعتبر كتاب معجم الرجال من أهم مصادر علم الرجال عند الشيعة ويقع في أربع وعشرين جزءاً.

ولتفاصيل أكثر أنظر كتب الشيعة

## كتب الدراية
- كتاب البداية في علم الدراية - زين الدين بن علي بن علي الجبعي العاملي (965هـ).
- كتاب الوجيزة - محمّد بن الشيخ حسين بن عبد الصمد الحارثي الجبعي العاملي (1030هـ).
- كتاب مقياس الهداية - عبد الله المّامقاني (1351هـ).
- كتاب نهاية الدراية وهو شرح على كتاب الوجيزة للبهائي -حسن بن هادي بن محمد علي الصدر (1354هـ).
- وغيرها..

## صحة الأحاديث
ليس كل ما تحويه كتب الحديث يعد صحيحا في منظور الشيعة . حيث أن الشيعة لا يقرون بصحة جميع الأحاديث الواردة في كتب الأحاديث ويجيزون الطعن في الأحاديث ورفضها إذا خالفت القرآن والعقل . وقد ألفت مؤخرا عدة مختصرات لهذه الكتب تحوي الأحاديث الصحيحة منها فقط . ومن هذه الكتب صحيح الكافي، وصحيح من لا يحضره الفقيه وغيرها.

## وصلات خارجية
جامع الأحاديث